# اوست-چاریشسکایا پریستان
اوست-چاریشسکایا پریستان (روسی: Усть-Чарышская Пристань) یک منطقه مسکونی در روسیه است که در سرزمین آلتای واقع شده است.